# Martin Hewitt
Martin Hewitt (San Jose, 19 febbraio 1958) è un attore statunitense.
È noto al grande pubblico per il ruolo da protagonista in Amore senza fine (1981).

## Biografia
Martin Hewitt esordisce sul grande schermo come co-protagonista insieme a Brooke Shields in Amore senza fine (1981), pellicola diretta da Franco Zeffirelli. Il film, tratto dall'omonimo romanzo di Scott Spencer, ottiene buoni risultati al botteghino e dà a Hewitt grande popolarità.

## Filmografia parziale
- Amore senza fine (Endless Love), regia di Franco Zeffirelli (1981)
- Barbagialla, il terrore dei sette mari e mezzo (Yellowbeard), regia di Mel Damski (1983)
- Alien Predators, regia di Deran Sarafian (1987)
- Congiunzione di due lune (Two Moon Junction), regia di Zalman King (1988)